# Giovanni Gozzi
Giovanni Gozzi (né le 19 octobre 1902 à Milan et mort le 11 août 1976 à Arma di Taggia) est un lutteur italien, pratiquant la lutte gréco-romaine.

## Biographie
Il dispute trois éditions des Jeux olympiques ; il est éliminé au troisième tour par le Finlandais Anselm Ahlfors en 1924 à Paris en catégorie poids coqs, remporte la médaille d'or en 1928 à Amsterdam en catégorie poids coqs, et la médaille d'argent en catégorie poids plume en 1932 à Los Angeles.
Il remporte aussi aux Championnats d'Europe trois médailles : une médaille d'or en poids coqs en 1927, une médaille d'argent en poids coqs en 1925 et une médaille de bronze en poids plumes en 1934.